# Monje
Monje is een plaats in het Argentijnse bestuurlijke gebied San Jerónimo in de provincie Santa Fe. De plaats telt 2.305 inwoners.

## Geboren in Monje
- Nery Pumpido (1957), Argentijns voetballer en coach